# Pila (válvula termoiónica)

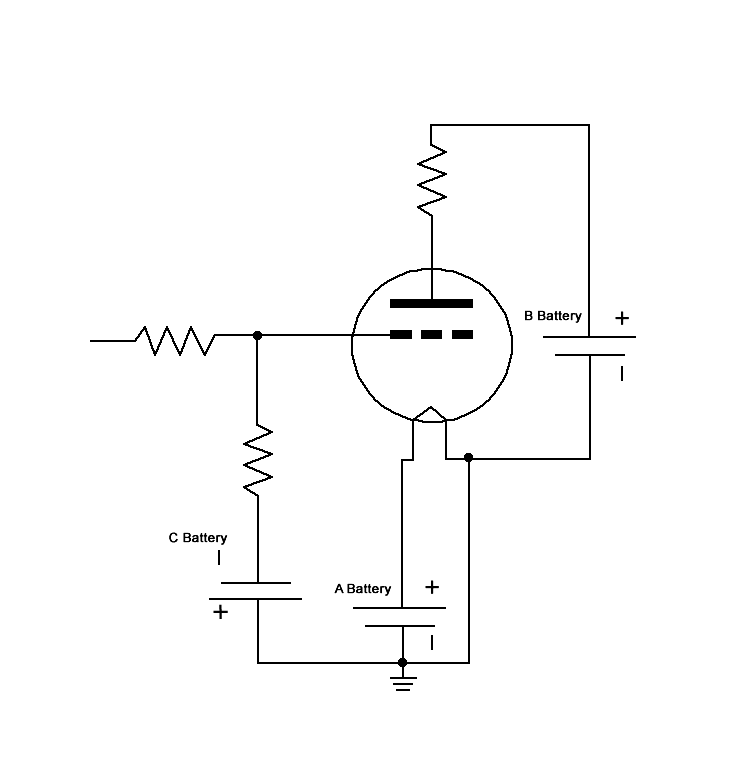
Circuito de un triodo genérico mostrando las pilas "A", "B" y "C".

Al comienzo de la era electrónica, los dispositivos que tenían válvulas termoiónicas (como las radios) eran alimentadas por medio de pilas eléctricas. Cada pila tenía una denominación diferente, dependiendo del tipo de válvula termoiónica asociada al aparato.
Inicialmente, el único dispositivo fue un fanotrón con un filamento (cátodo) y una placa (ánodo). A raíz de la dirección del flujo de electrones, estos electrodos fueron identificados como "A" y "B", respectivamente y por tanto, se refiere a las pilas (Pila "A" y Pila "B"). Más tarde, la "rejilla de control" fue añadida para crear el tubo triodo, y se le designó la letra "C" y suministradas a través de una pila "C". La posterior adición de nuevos elementos internos para mejorar el rendimiento del triodo, no requerían una ampliación de esta serie de pilas.

## Pila A
Una pila A, era utilizada para suministrar energía a los filamentos de una válvula termoiónica. A veces coloquialmente se denomina "pila húmeda" (aunque no hay razón para llamarlo así, porque una pila seca puede ser utilizada para el mismo propósito).

## Pila B
Una pila B, era utilizada para suministrar energía a la placa o ánodo de una válvula termoiónica. A veces coloquialmente se denomina "pila seca", aunque no hay razón para llamarlo así, porque una pila húmeda puede ser utilizada para el mismo propósito.
El filamento principalmente es una fuente de calor y por lo tanto la pila A suministra la corriente significativa y rápidamente se descarga. La pila B tiene mucha más capacidad que una pila A. El voltaje de la pila B era de 90 V y, a menudo aprovechadas para ofrecer una menor tensión para los tetrodos u otros fines.

## Pila e
No debe confundirse con una batería e.
En electrónica una pila e, es cualquier pila utilizada para alimentar la rejilla de una válvula.